# Pfarrkirche Schwechat

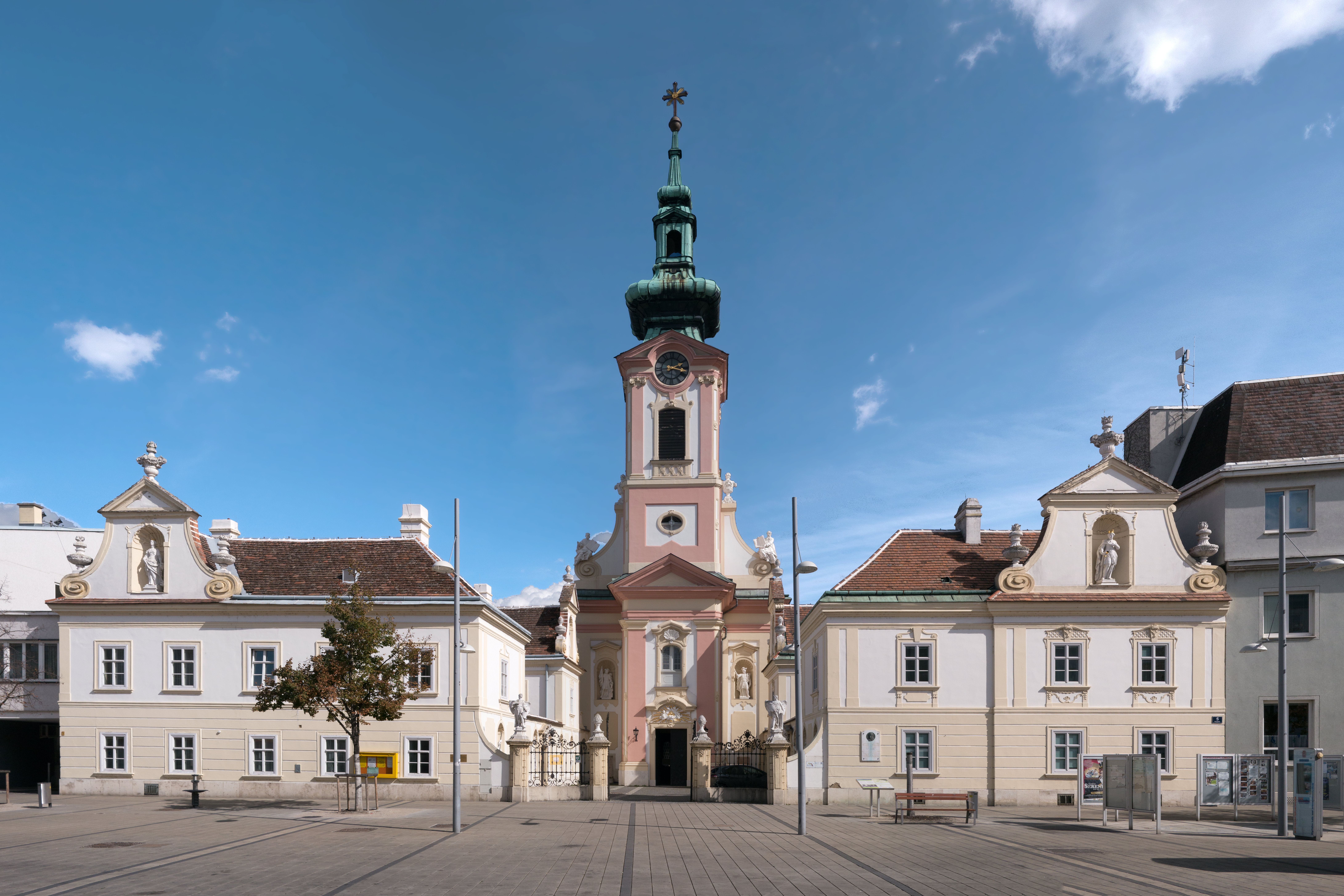
Pfarrhof und Stadtpfarrkirche am Hauptplatz in Schwechat

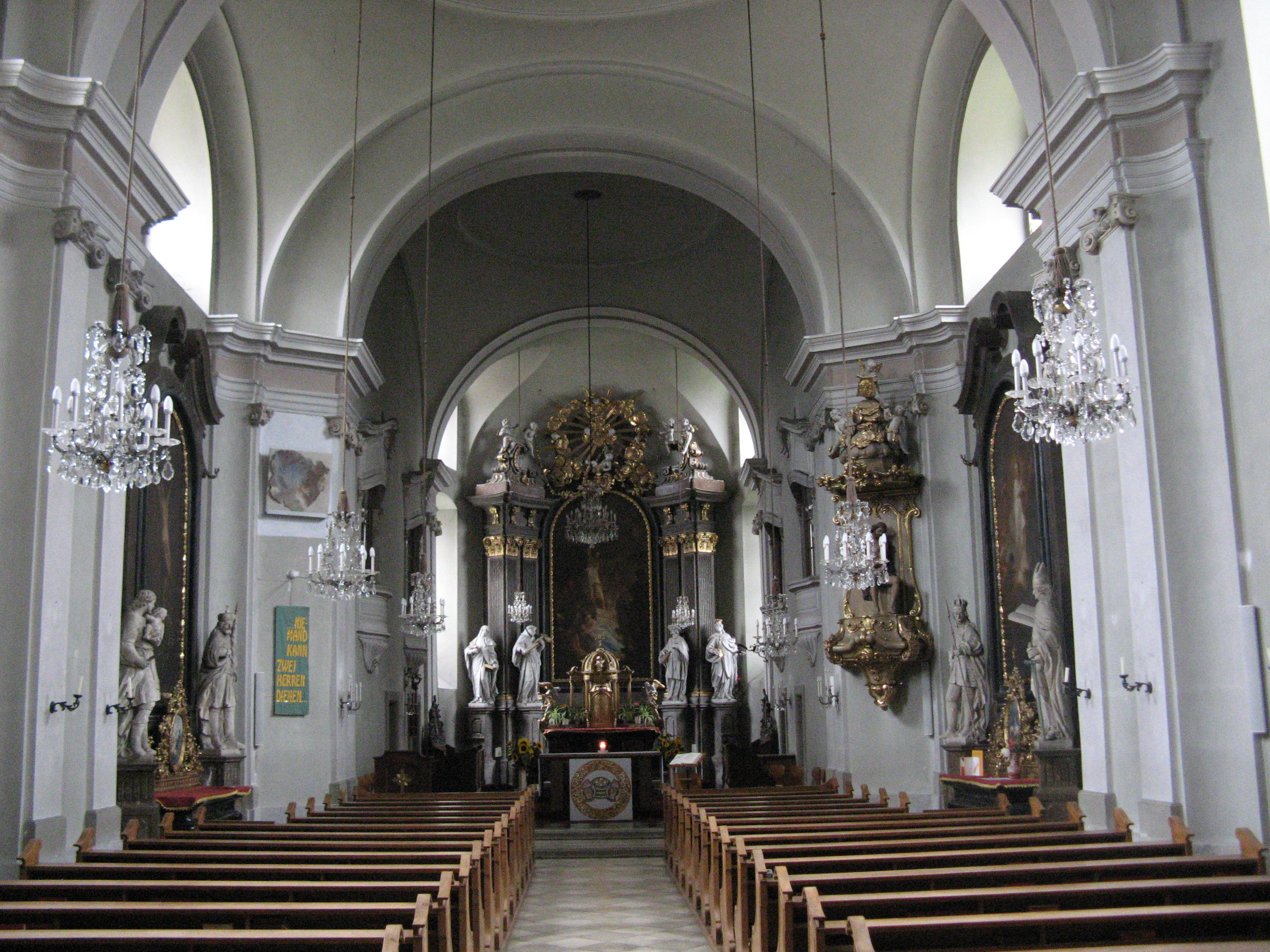
Innenraum der Kirche

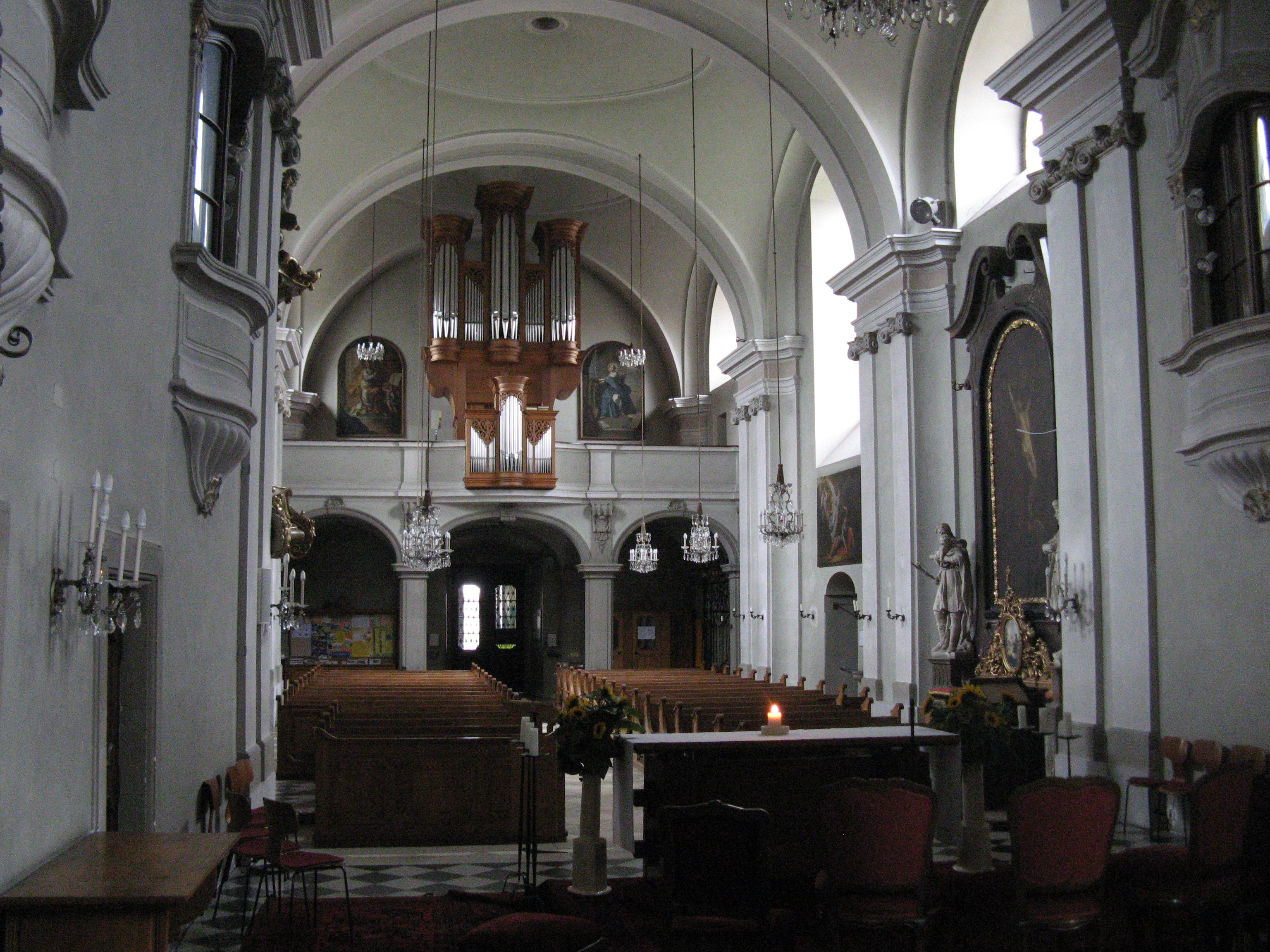
Blick zur Empore

Die Pfarrkirche Schwechat ist die römisch-katholische Stadtpfarrkirche am Hauptplatz der Stadtgemeinde Schwechat im Bezirk Bruck an der Leitha in Niederösterreich. Die Pfarrkirche hl. Jakobus der Ältere gehört zum Dekanat Schwechat im Vikariat Unter dem Wienerwald der Erzdiözese Wien. Die Kirche steht unter Denkmalschutz (Listeneintrag).

## Geschichte
Anstelle der heutigen Kirche befanden sich romanische und gotische Vorgängerkirchen. Vor 1360 war Schwechat bereits eine eigene Pfarre, die Mutterpfarre war Mannswörth. Der Bau der heutigen Kirche verlief in zwei Phasen. Im Jahre 1756 wurde dem Maurermeister Johann Georg Ehbruster vom Pfarrer Laurenz Zängerl die Erbauung eines neuen Turmes übertragen, der schon 1757 vollendet werden konnte. Dieser Turm ist im Spätbarockstil erbaut und gilt als herausragendes Kunstwerk. Seine Zeitgenossen ehrten den Maurer- und Baumeister Johann Georg Ehbruster und wählten ihn 1758 zum Marktrichter von Schwechat. Der Direktor der damaligen Schwechater Kottonfabrik Josef Jakob Wolf von Ehrenbrunn ließ als alleiniger Bauherr auf eigene Kosten die neue Pfarrkirche zu St. Jakob unter dem damaligen Pfarrherrn Mathias Saliet erbauen. Er übertrug die Ausführung des Baues dem Johann Nikolaus Ehbruster, einem Sohn des Johann Georg Ehbruster. Letzterer hatte die Meisterrechte zugunsten des Johann Nikolaus zurückgelegt.
Der Grundstein zur Pfarrkirche St. Jakob wurde am 26. Juni 1764 gelegt. Die Einweihung der Kirche erfolgte am 11. Juni 1765 zu Ehren des, wie es in der Einweihungsurkunde heißt, „heiligen Apostel Jakobi und daselbst die Reliquien der Blutzeugen Aureli und Felicitatis eingeschlossen“ durch den Erzbischof von Wien, Kardinal und Kapitularherrn des St. Stephansordens Christoph Anton von Migazzi. Nach schweren Bombenschäden im Zweiten Weltkrieg wurde die Kirche bis 1962 wiederhergestellt. Die wertvollen Gewölbefresken von Franz Anton Maulbertsch sind allerdings bis auf ein Fragment (Engel), das 2002 wieder angebracht wurde, verloren.

## Baubeschreibung

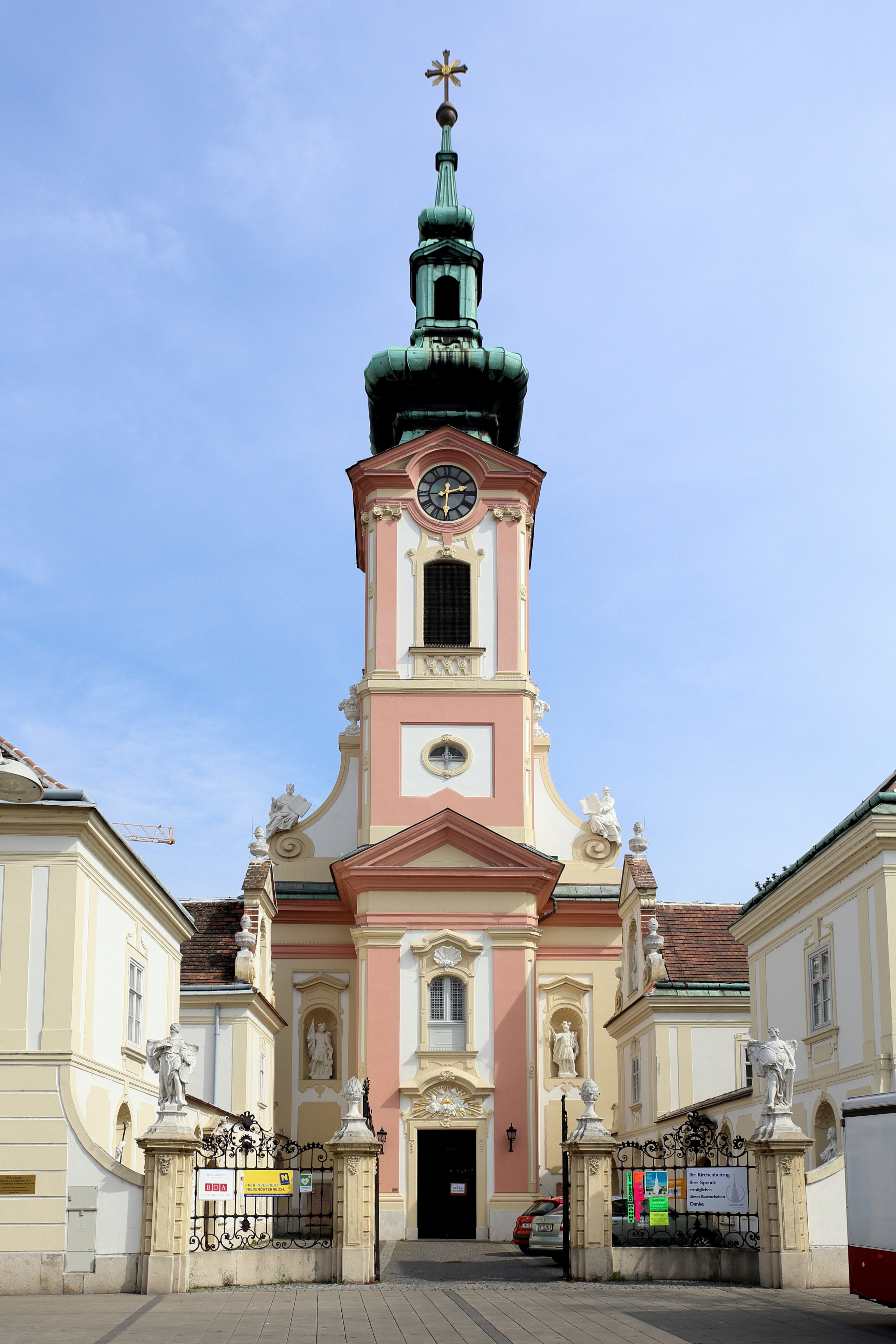
Westfassade der Kirche

### Äußeres
Die Pfarrkirche bildet zusammen mit dem gleichzeitig erbauten Pfarrhof und der ehemaligen Schule ein bemerkenswertes spätbarockes Ensemble zum Schwechater Hauptplatz hin. Die von der Straße zurückgesetzte Kirche und die zweigeschoßigen Trakte der Nebengebäude umschließen so eine Ehrenhofanlage.
Der schmalen westseitigen Fassade ist ein Glockenturm vorgestellt. Links und rechts davon stehen in hohen Nischen die Statuten des hl. Florian und eines nicht identifizierten Soldatenheiligen; darüber auf den Giebelvoluten befinden sich die Figuren von König David und Moses. Der Turm ist dreizonig und durch Pilaster gegliedert. Über dem Hauptportal mit ornamentiertem Steingewände öffnet sich ein reich gerahmtes Fenster. Im oberen Bereich wird der Turm mit Segmentbogenfenstern, Uhrengiebeln und einer Zwiebelhaube abgeschlossen. Die Fassaden des Langhauses werden durch Pfeilerpaare mit vorgeblendeten Lisenenpaaren, Segmentbogen- und Halbkreisfenster und die Seitenportale gegliedert. An der Nordseite ist eine Sakristei mit Oratorium und die Rosalienkapelle angebaut. Zwei Grabplatten stammen aus dem Jahr 1741.

### Inneres
Die Kirche besteht im Inneren aus einem dreijochigen Langhaus mit querovalen kuppeligen Platzlgewölben. Diese erheben sich zwischen Gurtenpaaren über Wandpfeilern mit Pilasterpaaren. Auf Pfeilern ruht eine dreiachsige Westempore. Der Chor ist leicht eingezogen und besitzt über Pilastern ein kuppelig überwölbtes Chorjoch. Über den beiden Seitenportalen befinden sich vorschwingende Oratorienfenster.

### Einrichtung

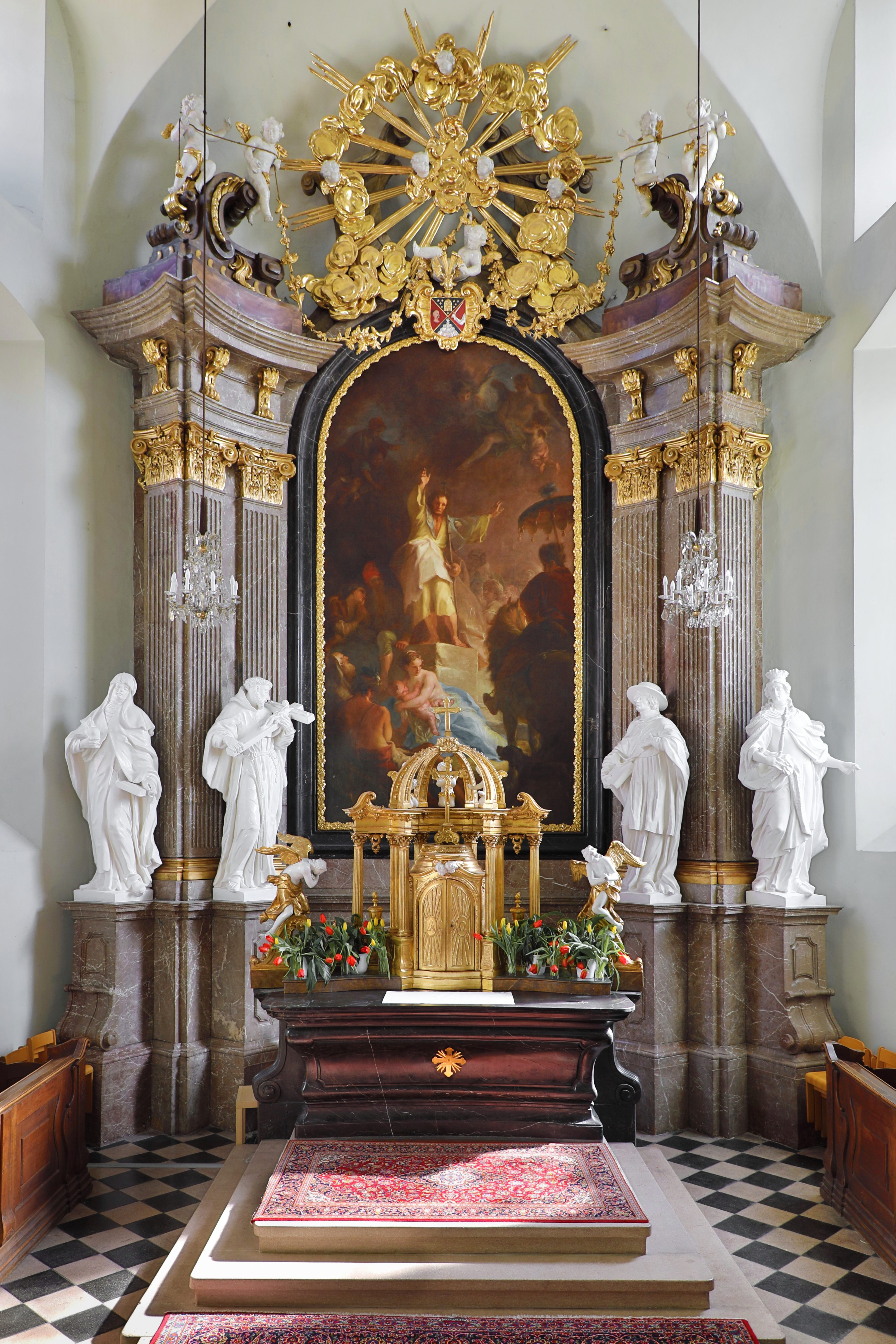
Hochaltar

Der barocke, in das Apsisrund eingeschmiegte Hochaltar wurde vom Tischler Josef Hauser gearbeitet, die Schnitzereien stammen von Johann Georg Hasler. Das Altarbild zeigt die Predigt des hl. Jakobus und wurde 1764 von Martin Johann Schmidt geschaffen. Auf dem Postament erheben sich die Figuren der hll. Theresa, Franziskus, Karl Borromäus und Elisabeth, alle von Josef Titz. Der barocke Tempietto-Tabernakel auf dem freistehenden Altartisch stammt von Wolfgang Rieder.
Die beiden Seitenaltarbilder wurden ebenfalls 1764 von Martin Johann Schmidt gemalt. Sie stellen links Christus am Kreuz und rechts die Maria Immaculata dar. Auch die ovalen Vorsatzbilder stammen von Schmidt, links der auferstandene Christus, rechts die Anbetung der Hirten. Der linke Seitenaltar wird von den Statuen des hl. Josef und des hl. Leopold, der rechte Seitenaltar von denen des hl. Ferdinand und des hl. Maximilian flankiert.
An der südlichen Triumphbogenwand befindet sich die Figur des Christus in der Rast, die aus der Vorgängerkirche übertragen und unter einen Rokoko-Baldachin gestellt wurde. Er bildete ursprünglich das Gegenstück zur Kanzel an der gegenüberliegenden Wand, die zerstört wurde.
Unter der Empore steht in einer Nische eine Statue der Madonna mit Kind aus dem 1. Drittel des 17. Jahrhunderts. Gemälde an der Westwand über der Orgelempore, König David und die hl. Cäcilie darstellend, stammen aus dem 3. Viertel des 18. Jahrhunderts. Das Chorgestühl ist aus der Mitte des 18. Jahrhunderts. Die Orgel aus dem Jahr 1984 wurde vom Rieger Orgelbau hergestellt.

### Rosalienkapelle
Die Rosalienkapelle wird vom Langhaus der Kirche durch ein Schmiedeeisengitter aus dem 3. Viertel des 18. Jahrhunderts abgetrennt. Es handelt sich um einen Raum, der durch schräge Eckpfeiler einen oktogonalen Grundriss erhält, und einen rechteckigen Altarraum. Die Kapelle besitzt einen steinernen Altartisch aus dem 3. Viertel des 20. Jahrhunderts von Karl Martin Sukopp, auf dem eine Pietà um 1720 steht. In den Pfeilernischen stehen Figuren des hl. Florian und der hl. Maria Magdalena vom Anfang des 18. Jahrhunderts, sowie Statuen der hll. Antonius und Judas Thaddäus um 1950. Die Glasfenster mit den Darstellungen der Pietà, der Kreuzigung und der hl. Dreifaltigkeit wurden ebenfalls von Martin Sukopp 1992 geschaffen.

## Pfarrhof und ehemaliger Schultrakt

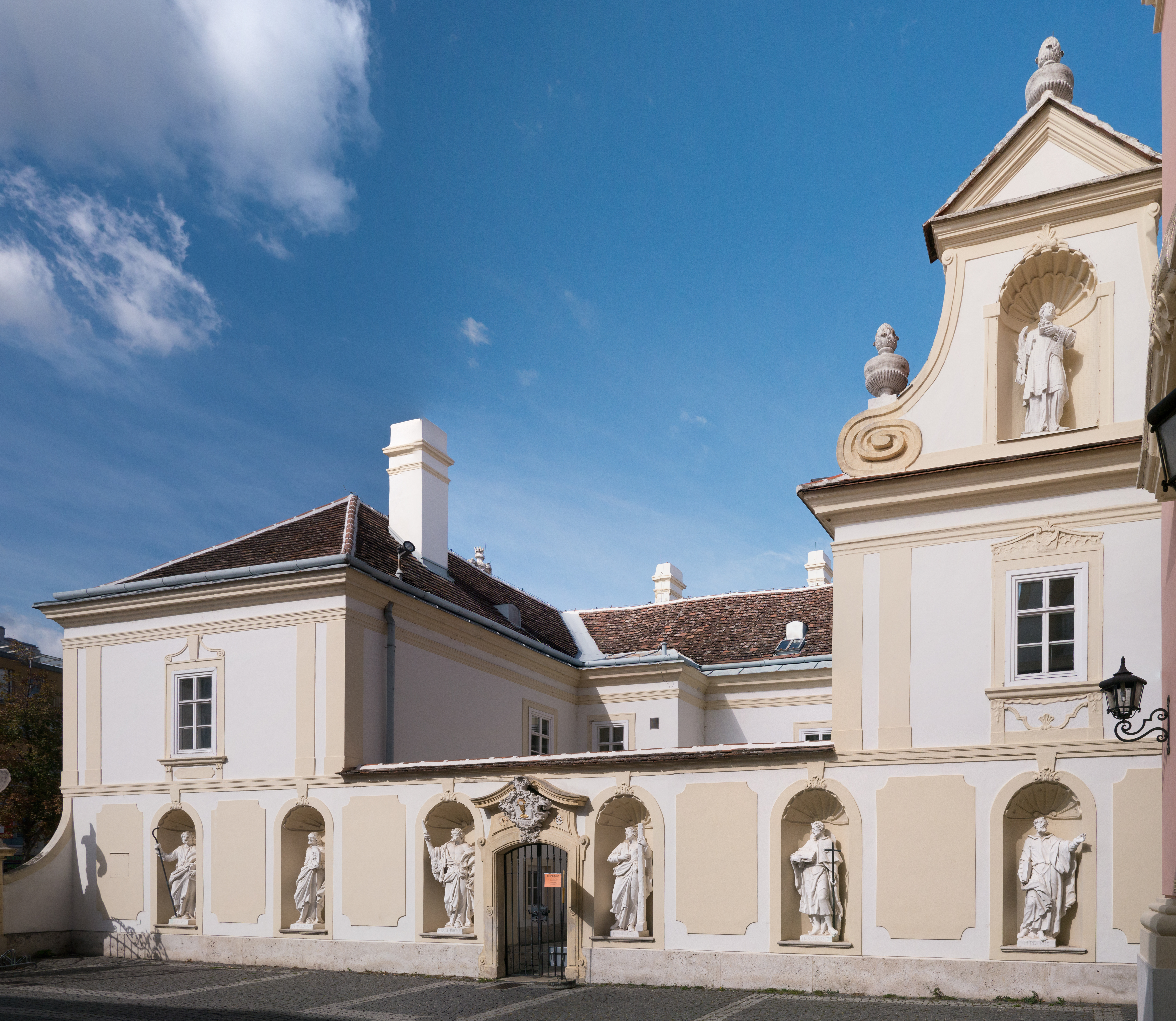
Pfarrhof

Der Pfarrhof links und der ehemalige Schultrakt rechts flankieren die Kirche hakenförmig und sind durch Rundbogenportale mit dieser verbunden. Der ursprüngliche weite Ehrenhof wurde durch den Anbau von platzseitigen Trakten und das Einstellen von Tormauern in 3 Höfe geteilt. Diese Mauern besitzen jeweils 6 Nischen mit den Statuen der Apostel. Die Trakte haben einheitliche Fassaden mit jeweils zwei Giebeln zur Kirche und zum Hauptplatz hin. Die Untergeschoße sind gebändert, die Obergeschoße zeigen Lisenen; die Fensterrahmungen sind stuckiert. An den Giebeln zwischen Voluten mit Urnenaufsätzen stehen die Statuen der hll. Katharina, Stephanus, Laurentius und Barbara. Der Ehrenhof wird durch eine Pfeilermauer mit Schmiedeeisengittern und Engelsstatuen zum Hauptplatz hin abgeschlossen. Am ehemaligen Schultrakt ist eine Gedenktafel für den in diesem Haus geborenen Komponisten Joseph von Eybler angebracht. Im Inneren werden verschiedenen Kunstwerke, wie barocke Kruzifixe und Gemälde, darunter ein Porträt des Kardinals Migazzi (um 1770) und ein weiteres des Johann Jakob Wolff von Ehrenbrunn (1764) von Martin Johann Schmidt, aufbewahrt.

## Gemeindeleben
Die Pfarre Schwechat liegt im Vikariat unter dem Wienerwald der Erzdiözese Wien. Sie ist Teil des Seelsorgeraums Schwechat, in ihr leben an die 5.000 Katholiken. Sonntags-Gottesdienste finden in der Kirche jeweils um 10:00 und um 19:00 statt.
In der Pfarre befindet sich eine Le+O-Ausgabestelle der Caritas Wien. Sie bietet armutsgefährdeten Personen Unterstützung durch die Ausgabe von Lebensmitteln und kostenlose Beratung.